# Richard Liberty
Richard Liberty (* 3. März 1932 als Richard Liberatisciolli in New York, USA; † 2. Oktober 2000 in Florida, USA) war ein US-amerikanischer Schauspieler.

## Karriere
Richard Libertys bekannteste Rolle war die des Dr. Logan in George A. Romeros Zombiefilm Zombie 2 aus dem Jahre 1985. Seine erste Filmrolle hatte er im Film Crazies von 1973. Weitere Filme von Liberty neben Zombie 2 waren Der letzte Countdown (1980), Bud, der Ganovenschreck, Die Miami Cops (1985) und Der Flug des Navigators (1985). Liberty spielte auch in einer Episode der Fernsehserie Miami Vice mit. Libertys letzte Rolle war im Film Virtual Weapon. 
Er starb am 2. Oktober 2000 in Florida im Alter von 68 Jahren an einem Herzinfarkt.